# Гришин Ігор Вікторович
І́гор Ві́кторович Гри́шин (нар. 21 лютого 1989, Дніпропетровськ, УРСР) — український футболіст, воротар.

## Життєпис
Ігор Гришин народився 21 лютого 1989 року в Дніпропетровську. У ДЮФЛУ провів 29 матчів за дніпропетровський «ДЮСШ-21». Паралельно з футбольною кар'єрою навчався на заочному відділенні Дніпропетровського державного національного інституту залізничного транспорту. У 2008 та 2009 роках Ігор захищав кольори команди «Дніпро-75». Потім перебував у командах «Таврія» (Сімферополь), ПФК «Олександрія», «Кримтеплиця». У сезоні 2012/13 провів сім матчів за краматорський «Авангард». Наступного сезону зіграв вісім матчів за свердловський «Шахтар». Із 2014 по 2016 рік за «Нікополь-НПГУ» у Другій лізі зіграв 47 матчів. 2016 року грав за «Інгулець», але вже наприкінці грудня того ж року залишив петрівську команду.